# Rachel (Wirginia Zachodnia)
Rachel – jednostka osadnicza w Stanach Zjednoczonych, w stanie Wirginia Zachodnia, w hrabstwie Marion.